# Baby boomers

Oś czasu pokoleń

Baby boomers – pokolenie ludzi urodzonych od roku 1943/46/47 do roku 1955/60. Jest to pokolenie wyróżnione ze względu na dużą liczbę urodzeń po II wojnie światowej. Roczniki zaliczane do pokolenia baby boomers są pierwszym w skali świata pokoleniem, które licznie dożyło starości i sędziwej starości.
W Ameryce Północnej i Europie Zachodniej pokolenie baby boomers jest w znacznej mierze odpowiedzialne za kontrkulturę, ruch hippisowski i rewolucję seksualną.
W drugiej dekadzie XXI wieku pokolenie baby boomers jest oskarżane o opór wobec zmian technologicznych, zaprzeczanie związku między zmianami klimatu a działaniami człowieka oraz o sprzeciw wobec ideałów młodszych pokoleń (zwłaszcza millenialsów), co zaowocowało np. popularnością memu OK Boomer.